# Kanczylek białoplamy
Kanczylek białoplamy, kanczyl indyjski (Moschiola meminna) – azjatycki gatunek ssaka z rodziny kanczylowatych. Występuje endemicznie na Sri Lance. 

## Opis
Posiada futerko w kolorze brązowym. Po bokach ciała oraz na grzbiecie występują małe, jasne plamki i paski.
Wysokość25–35 cm
DługośćRazem z głową 45–60 cm.
OgonKrótki do 5 cm długości
Wagaok. 3 kg.

## Tryb życia
Zamieszkuje lesiste tereny na nizinnym obszarze wśród gęstych zarośli, krzewów. Odżywia się pokarmem roślinnym jak: trawa, liście, młode pnącza, owoce i jagody.

## Rozród
Ciąża u kanczyla indyjskiego trwa ok. 120 dni. Okres godowy przypada na miesiące czerwiec - lipiec. Samica rodzi do 2 młodych.